# 魏玛宫

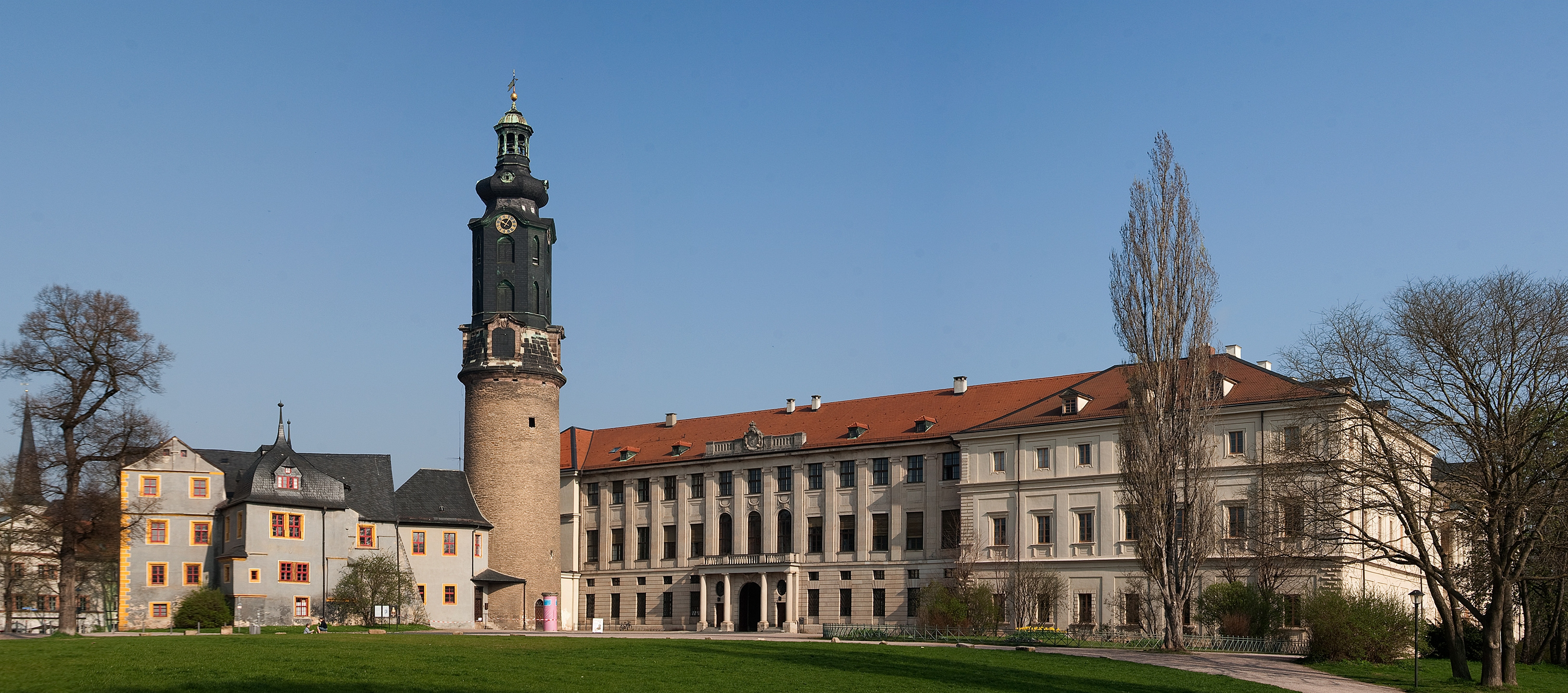

魏玛宫（Schloss Weimar）是德国图林根州魏玛的一座宫殿。又名城市宫（Stadtschloss），以区别于魏玛城内和郊外的其他宫殿。它是萨克森-魏玛公爵和萨克森-魏玛-艾森纳赫大公的宫殿。这座宫殿位于沿着伊尔姆河伸展的伊尔姆公园北端，为世界遗产古典魏玛的一部分。
历史上，该建筑多次被火烧毁。巴洛克建筑建于17世纪。其中的宫廷教堂曾有巴赫的一些作品在此首演，但在1774年大火后改建为新古典主义建筑。有四个房间用于纪念曾在魏玛工作的诗人：歌德、赫尔德、席勒和 Wieland。1923年起设立宫殿博物馆 ，专注于15和16世纪绘画，以及与文化中心魏玛有关的艺术品。

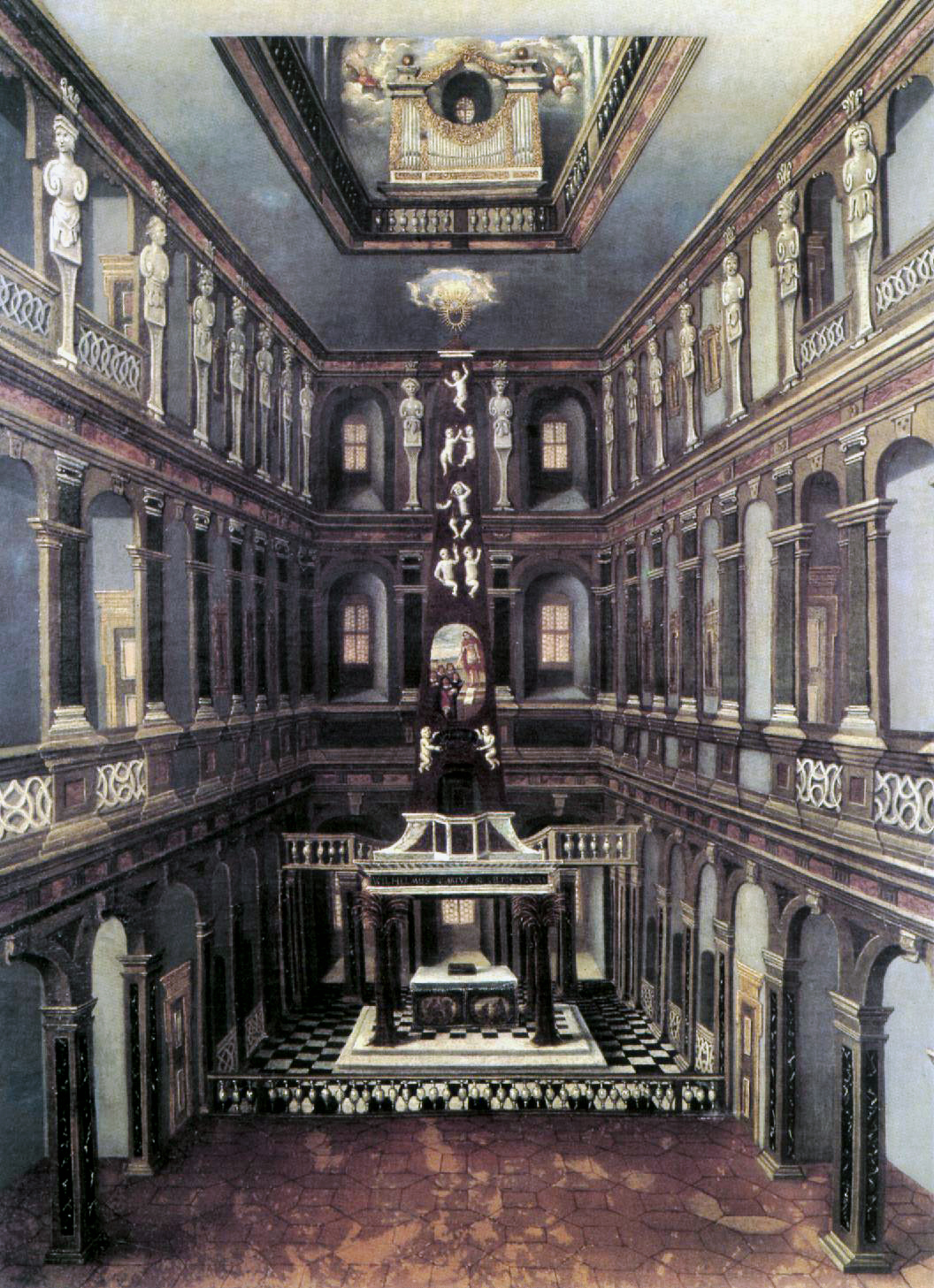
宫廷教堂

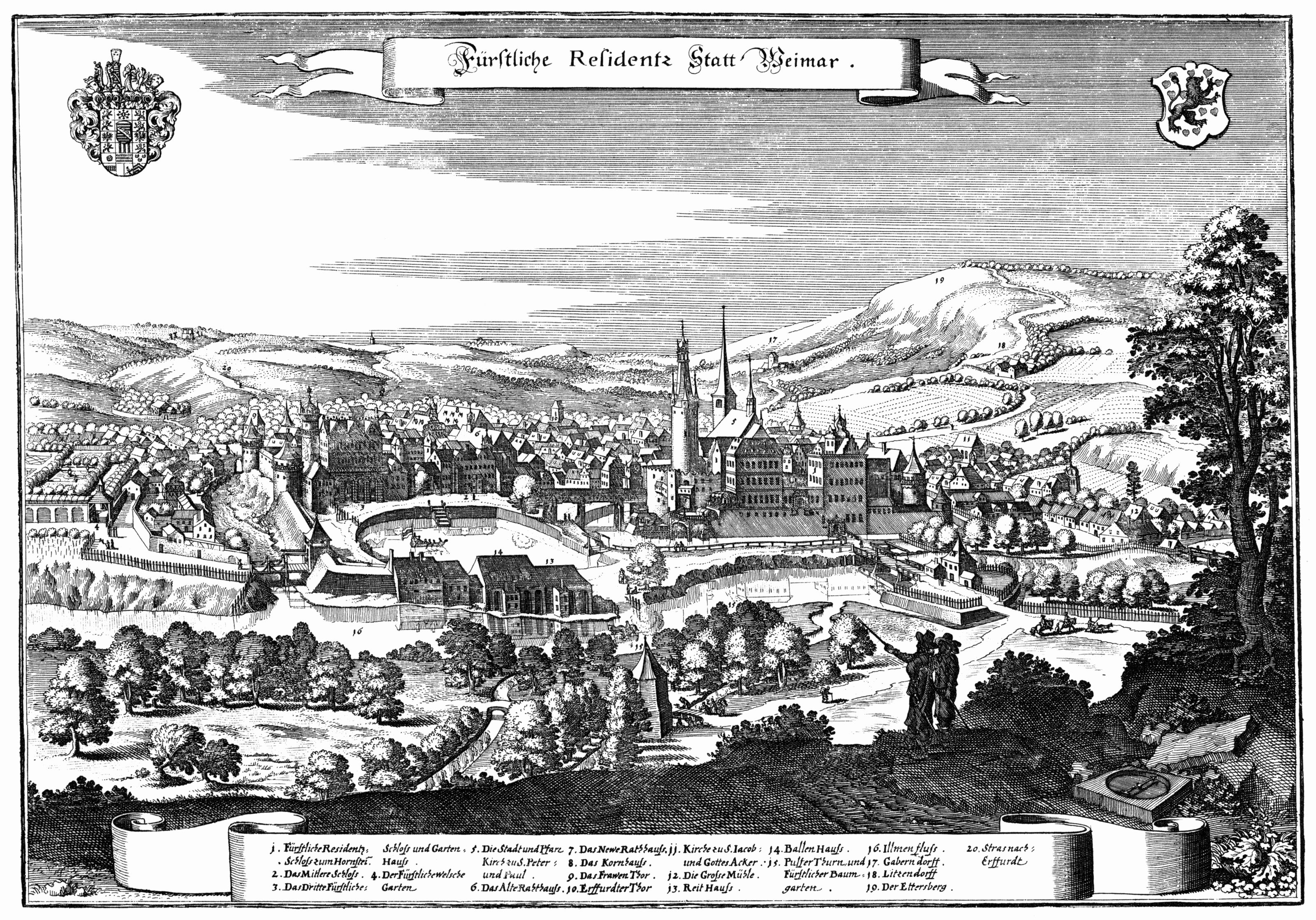
Town and Residenz around 1650
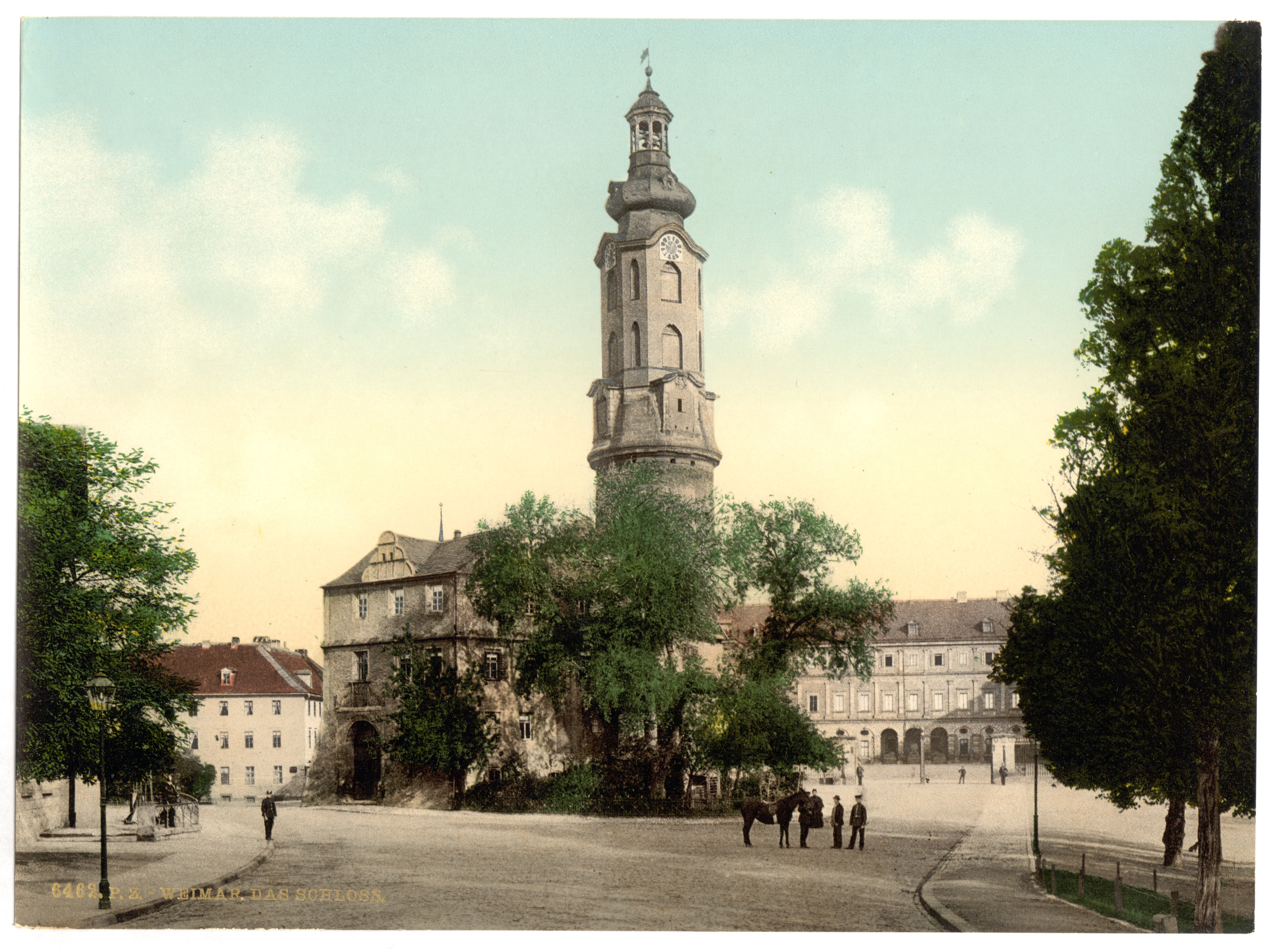
The Bastille around 1905
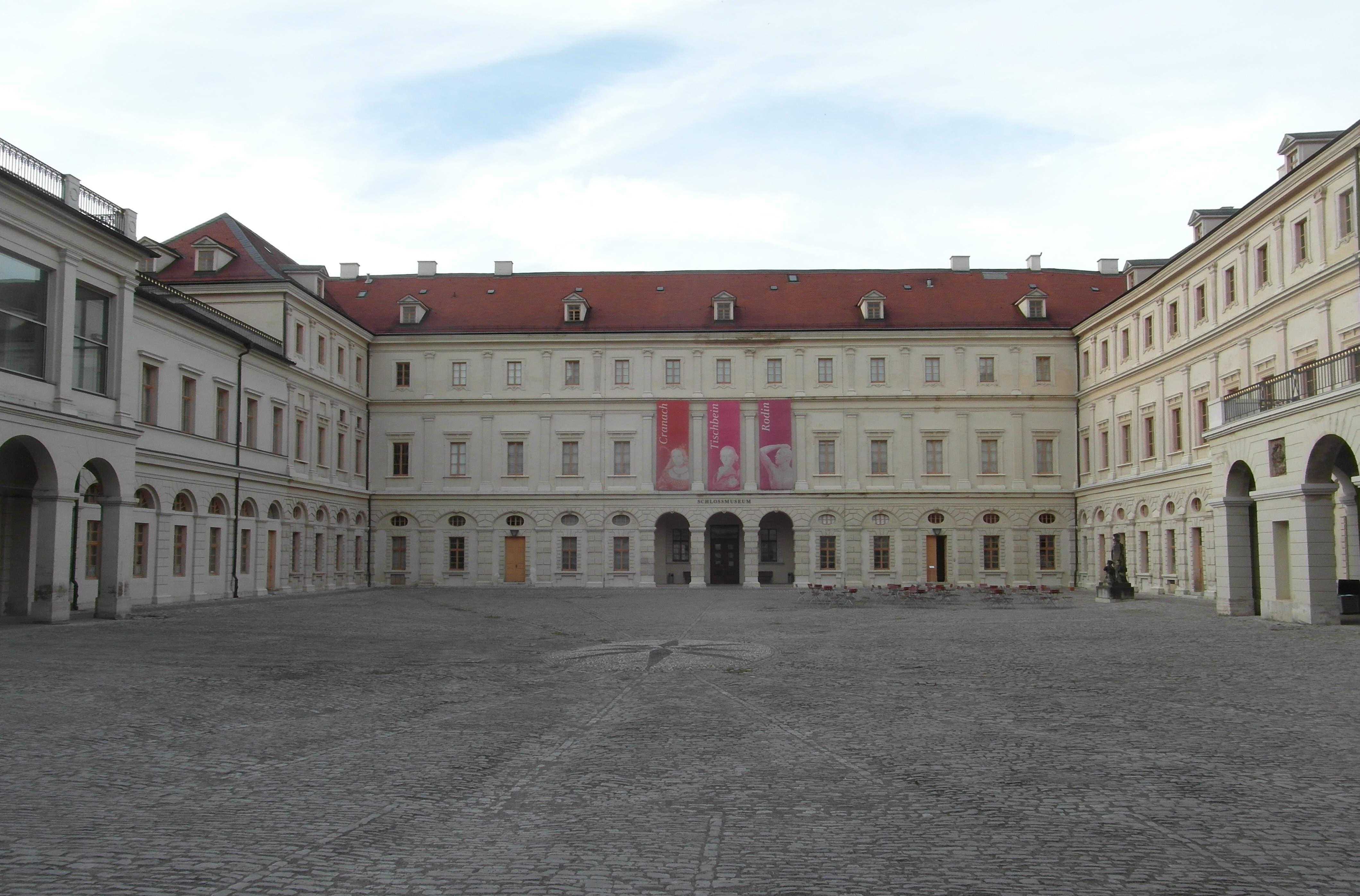
Court, seen from the south wing, 2014
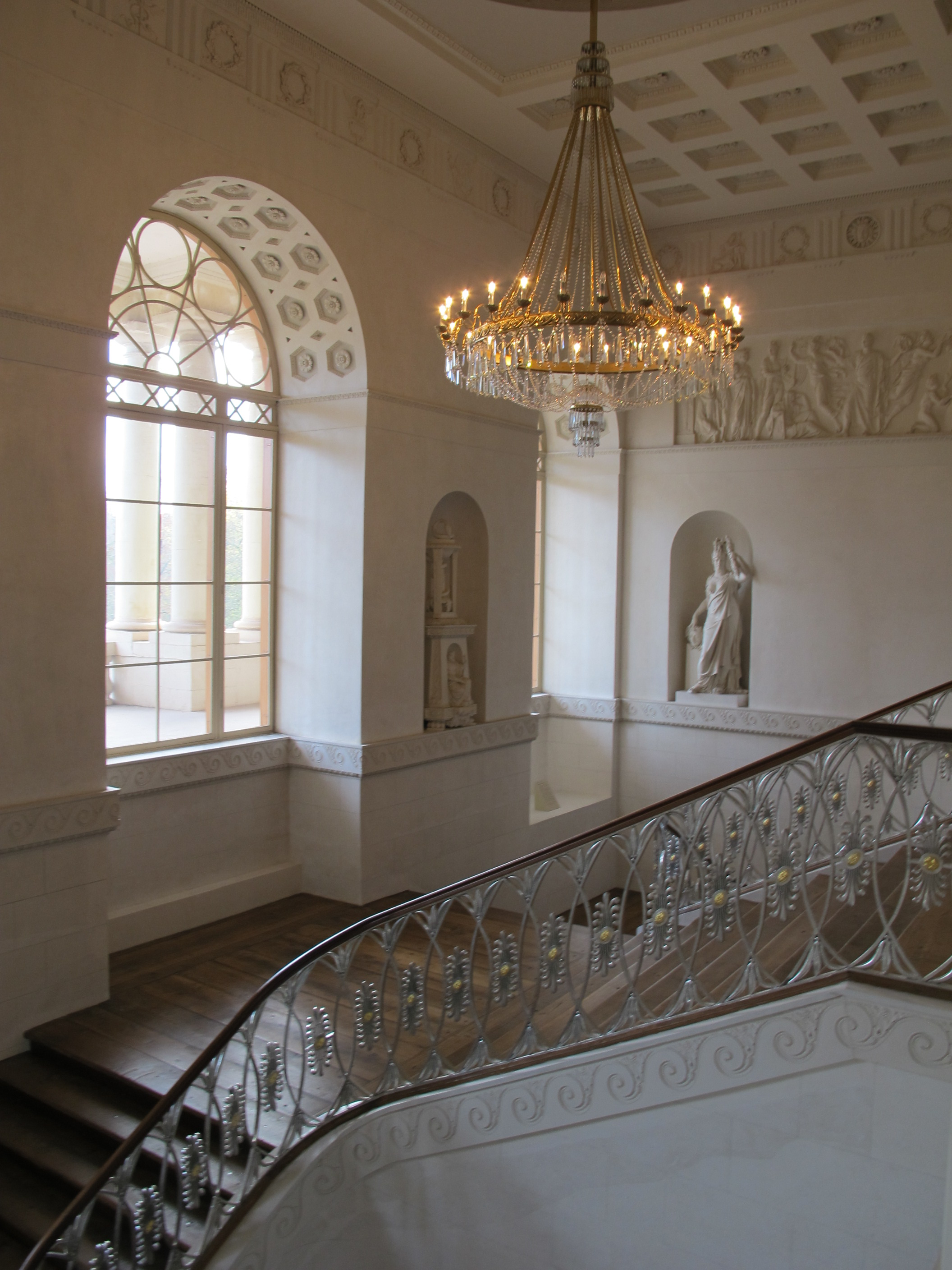
Staircase, 1801
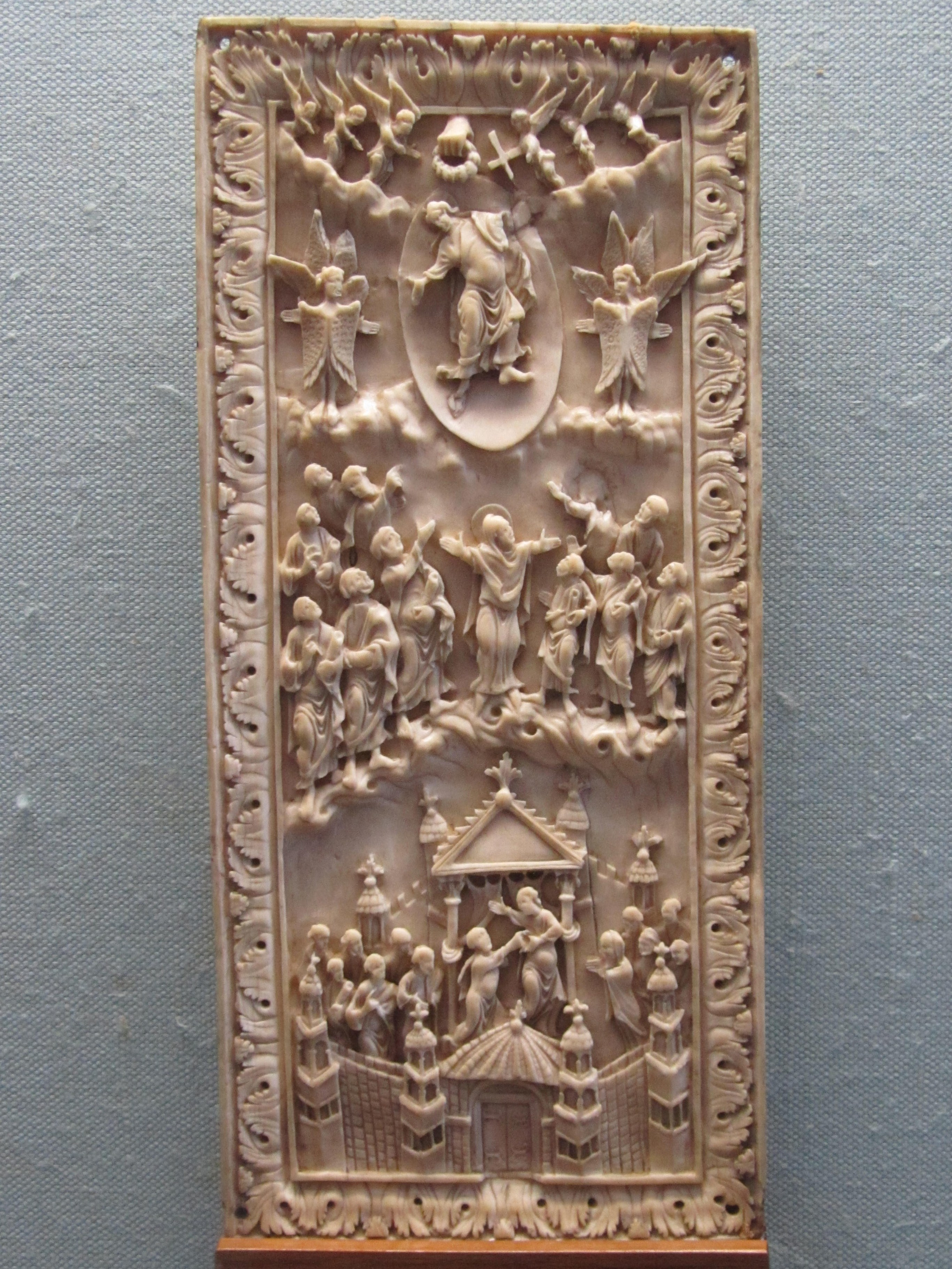
Carolingian ivory (9th century)
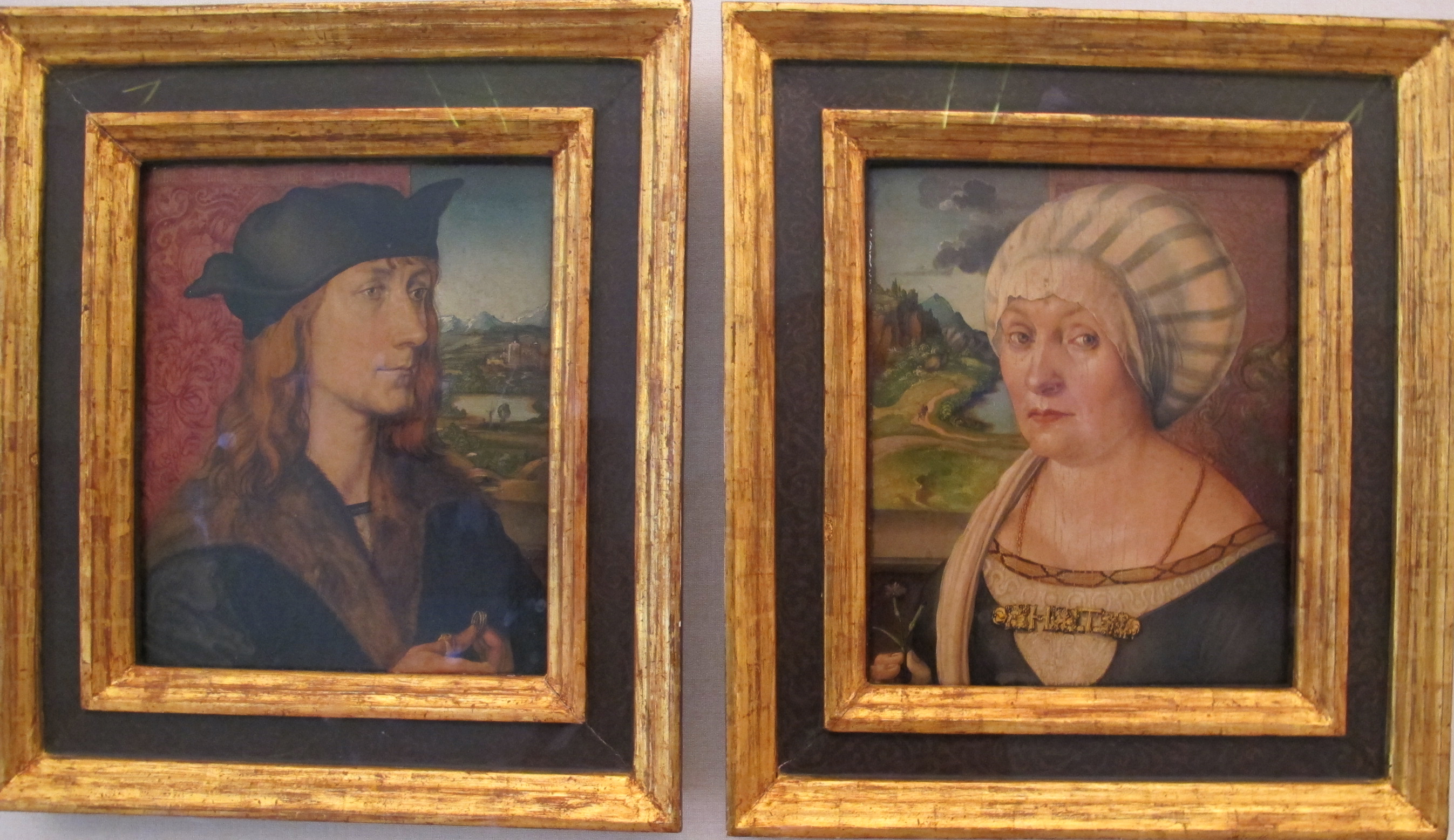
Albrecht Dürer: Hans and Felicitas Tucher (1499)
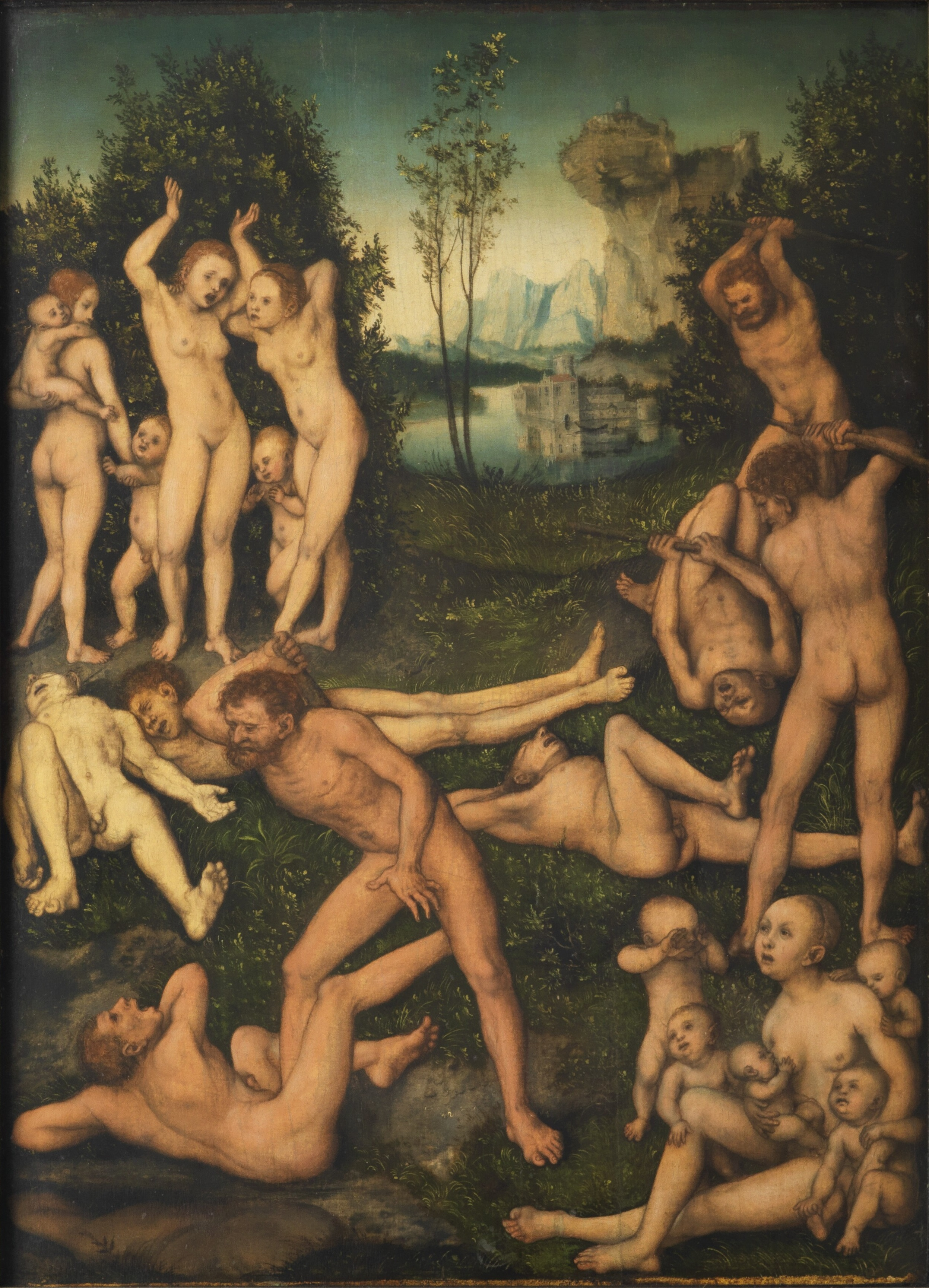
Lucas Cranach the Elder: Die Früchte der Eifersucht (1527)
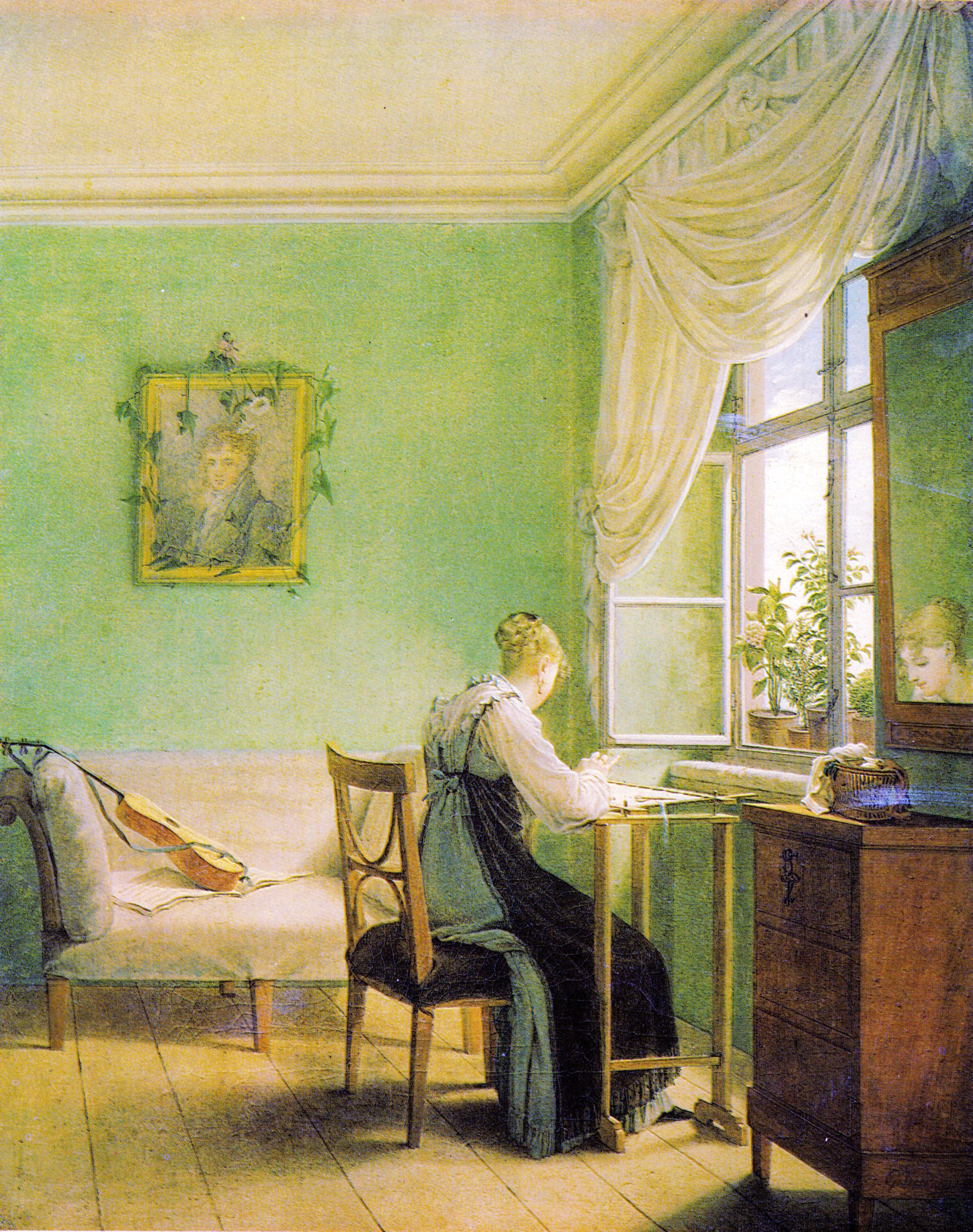
Georg Friedrich Kersting: Die Stickerin (1812)
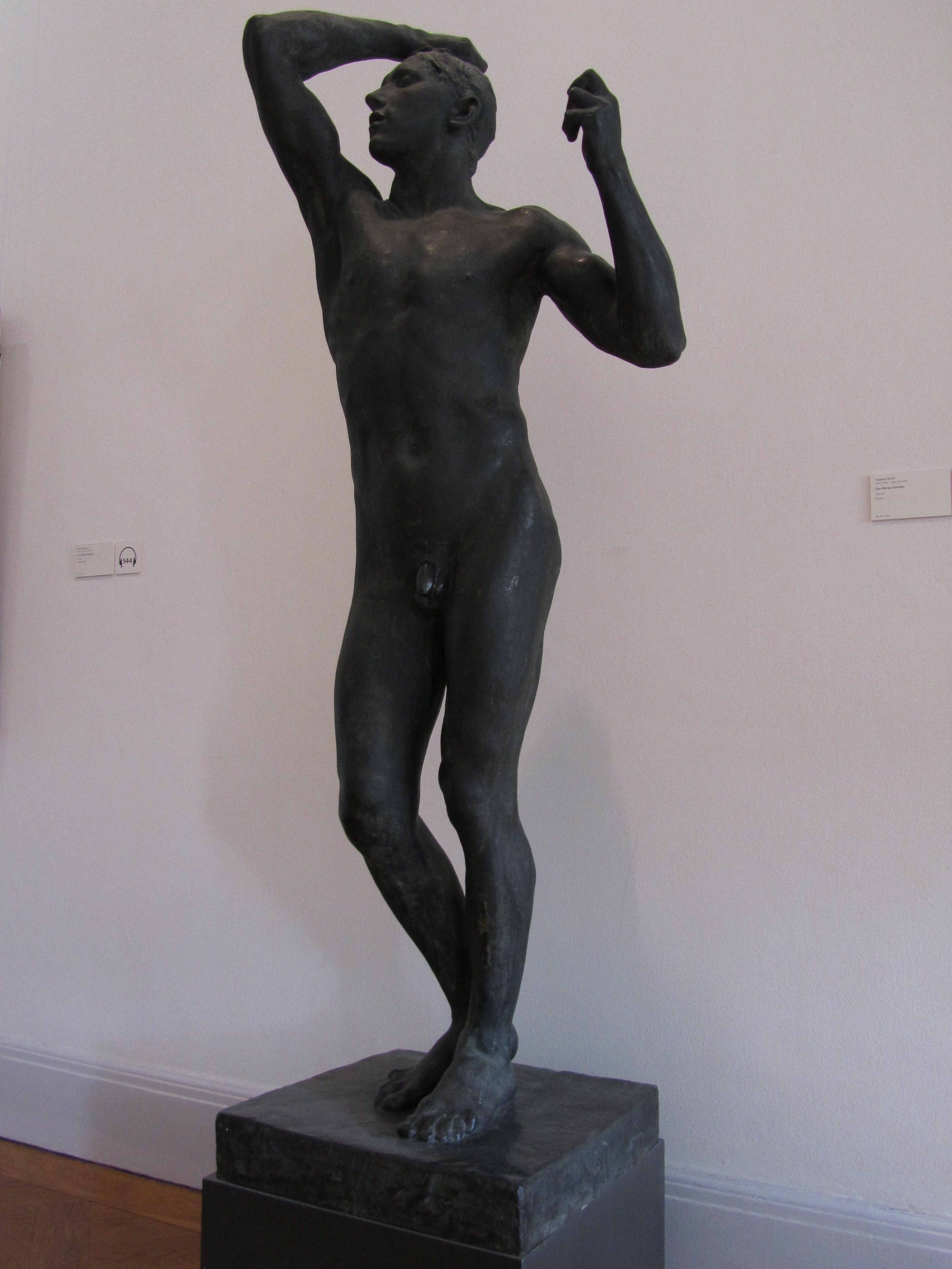
Auguste Rodin: Das eherne Zeitalter (1875/76)
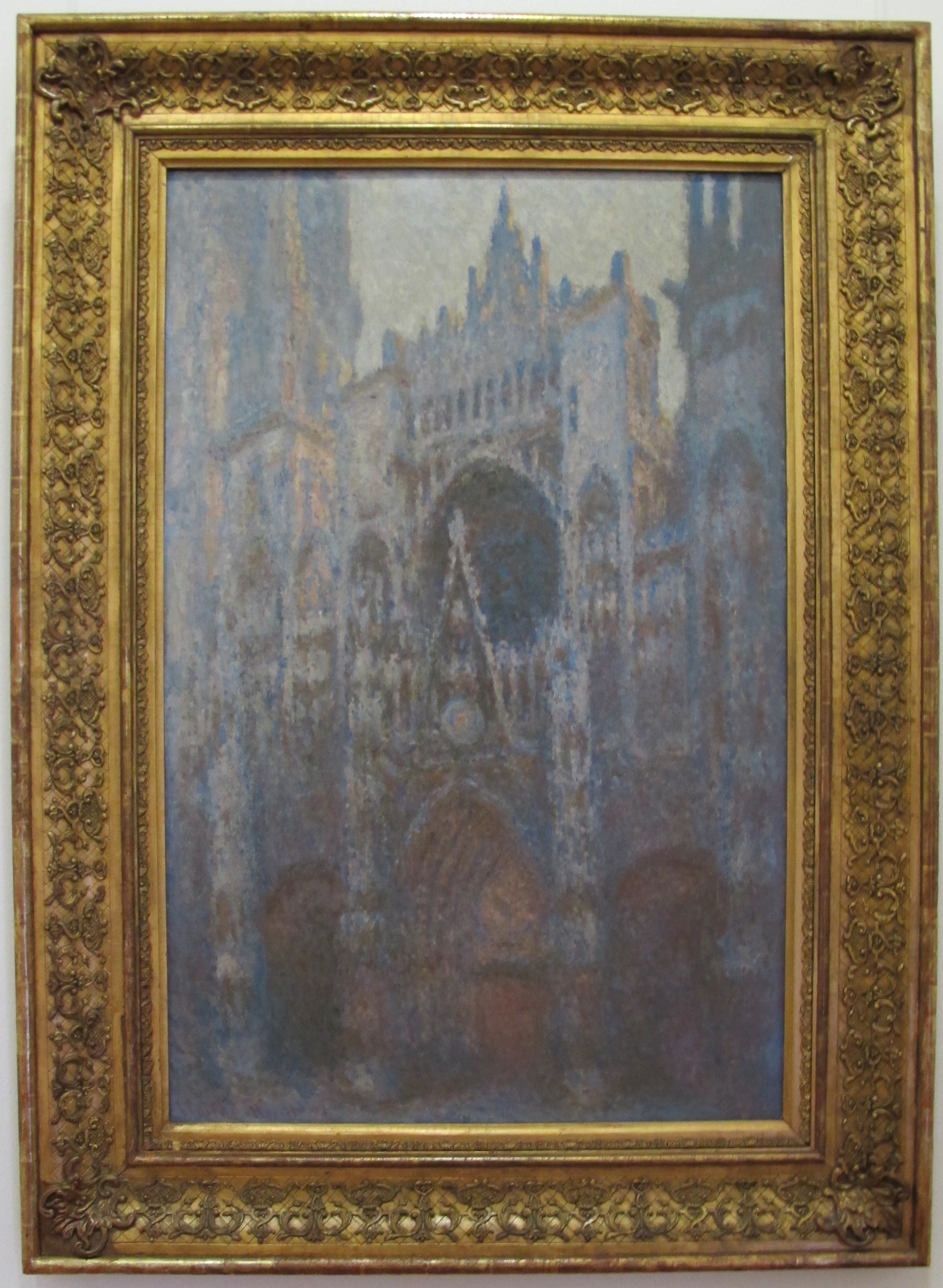
Claude Monet: The Cathedral of Rouen (1894)